# So Cold
So Cold — третий мини-альбом группы Breaking Benjamin, выпущен 23 ноября 2004 года.

## Об альбоме
В состав пластинки вошли: live-версии песен So Cold, Breakdown и Away из альбома We Are Not Alone и студийные версии песен Blow Me Away, которая вошла в саундтрек к игре Halo 2 и Lady Bug — песня времен первого альбома Saturate. По словам лидера Бенджамина Бернли и второго гитариста группы Аарона Финка, источником вдохновления для написания песни послужил фильм 28 дней спустя.

## Клип
Действие разворачивается в лесу среди группы людей. Впереди идет священник с Библией, за ним — человек с большим камнем в руках, на котором высечен знак группы Breaking Benjamin. За ним — остальные. Путь людей заканчивается у болота. Священник открывает книгу и читает молитву. Человек с камнем входит в воду и, пройдя немного, тонет в нём.
Клип переносит нас в 1800-е года, судя по стилю одежды.
Человек с камнем — это, скорее всего, человек, подозреваемый в колдовстве. Следовательно проверяли, выплывет он или нет. Если бы он выплыл, то обвинения посчитались бы истинными.

## Список композиций
1. So Cold (Live) — 3:54
2. Blow Me Away — 3:25
3. Lady Bug — 3:02
4. Away (Live) — 3:23
5. Breakdown (Live) — 3:43